# بات كوين

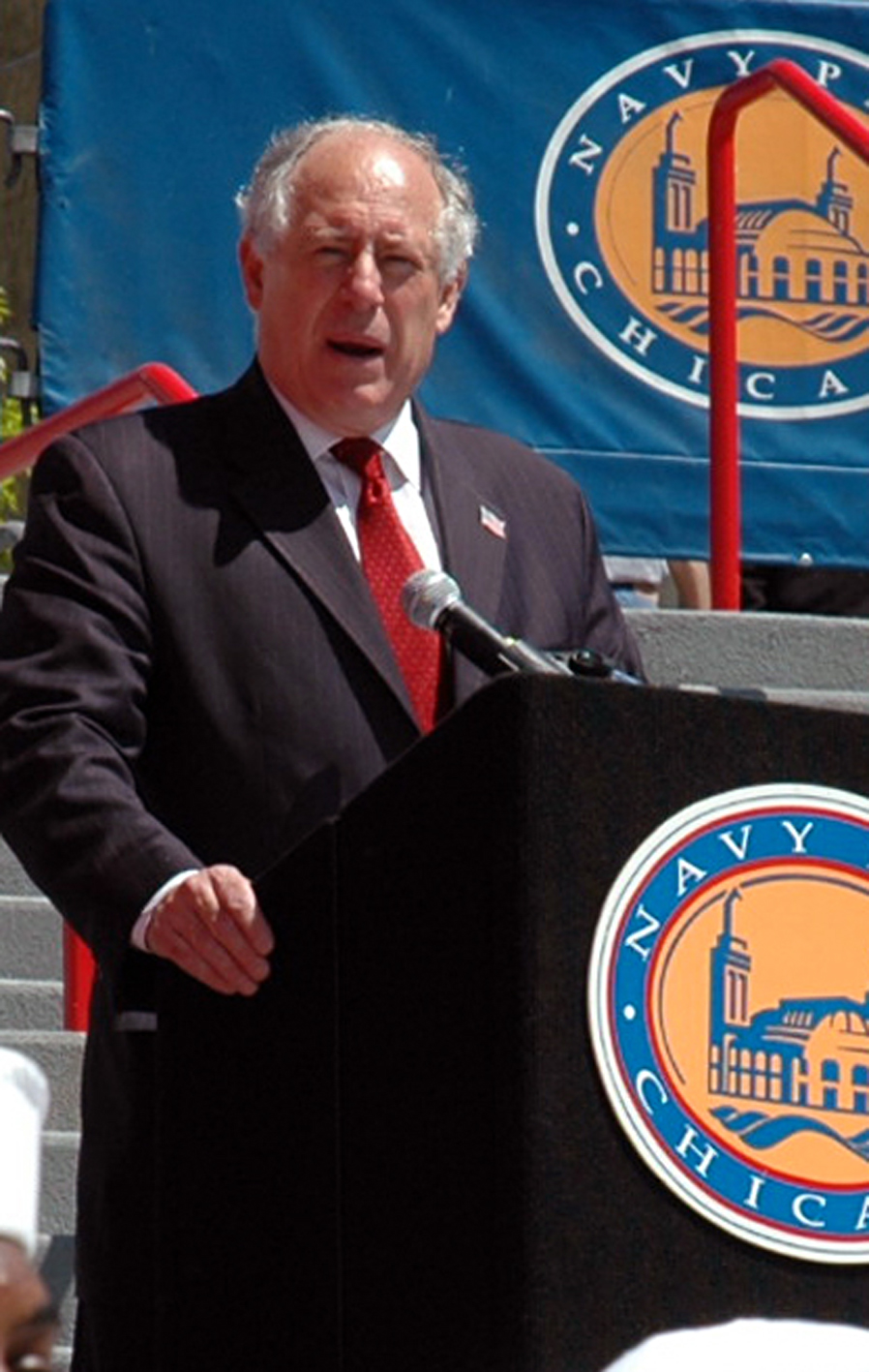
بات كوين

بات كوين (بالإنجليزية: Pat Quinn)‏ هو سياسي أمريكي ينتمي إلى الحزب الديمقراطي الأمريكي. ولد بات كوين في ولاية إلينوي في 16 كانون الأول - ديسمبر من سنة 1948 وهو حاكم لولاية إلينوي الأمريكية منذ 29 كانون الثاني - يناير من سنة 2009.

## روابط خارجية
- بات كوين على موقع IMDb (الإنجليزية)
- بات كوين على موقع الموسوعة البريطانية (الإنجليزية)
- بات كوين على موقع إن إن دي بي (الإنجليزية)